# Nedo-Kagyü
| Tibetische Bezeichnung                         |
| ---------------------------------------------- |
| Wylie-Transliteration: gnas mdo bka' brgyud pa |
| Andere Schreibweisen: Neydo Kagyu              |
| Chinesische Bezeichnung                        |
| Traditionell: 乃多噶舉派                       |
| Vereinfacht: 乃多噶举派                        |
| Pinyin:Nǎiduō Gágǔ pài                         |

Die  Nedo-Kagyü (tib.:  gnas mdo bka' brgyud)-Schule ist eine Unterschule der Karma-Kagyü (karma bka' brgyud)-Schule des tibetischen Buddhismus. Sie wurde von Karma Chagme (kar ma chags med; 1613–1678), einem Schüler des 6. Shamarpa Chökyi Wangchug (zhwa dmar chos kyi dbang phyug; 1584–1630) gegründet.
Die Schule entwickelte sich basierend auf Vorstellungen vom Reinen Land und wie in der Schule in Japan nahm bei ihr die Amitabha-Verehrung einen wichtigen Platz ein.

## Klöster der Nedo-Kagyü-Schule
Kloster/Kreis/Gemeinde (Pinyin/chin.), alle in der Provinz Qinghai
- Dangka Naiduo si 当卡乃多寺 (khra 'od bde chen nyi gling), Stadt Yushu 玉树县, Gemeinde Xia Laxiu 下拉秀乡 (Xia Raqug), Dangka difang 当卡地方
- Naiduo si 乃多寺, Kreis Nangqên (Nangchen) 囊谦县, Gemeinde Nengzha 能扎乡
- Ranjue si 然觉寺, Kreis Nangqên (Nangchen) 囊谦县, Gemeinde Zhexiao 着晓乡
- Daiba si 代巴寺 (karma gnas mdo dad pa dgon), Stadt Yushu 玉树县, Gemeinde Xia Laxiu 下拉秀乡 (Xia Raqug)
- Naiduo si 乃多寺, Kreis Zadoi (Dzatö) 杂多县, Gemeinde Jieza 结杂乡 (?)
- Gasa Zhangfang si 嘎洒帐房寺, Kreis Zadoi (Dzatö) 杂多县, Gemeinde Moyun 莫云乡